# Michael Denzin

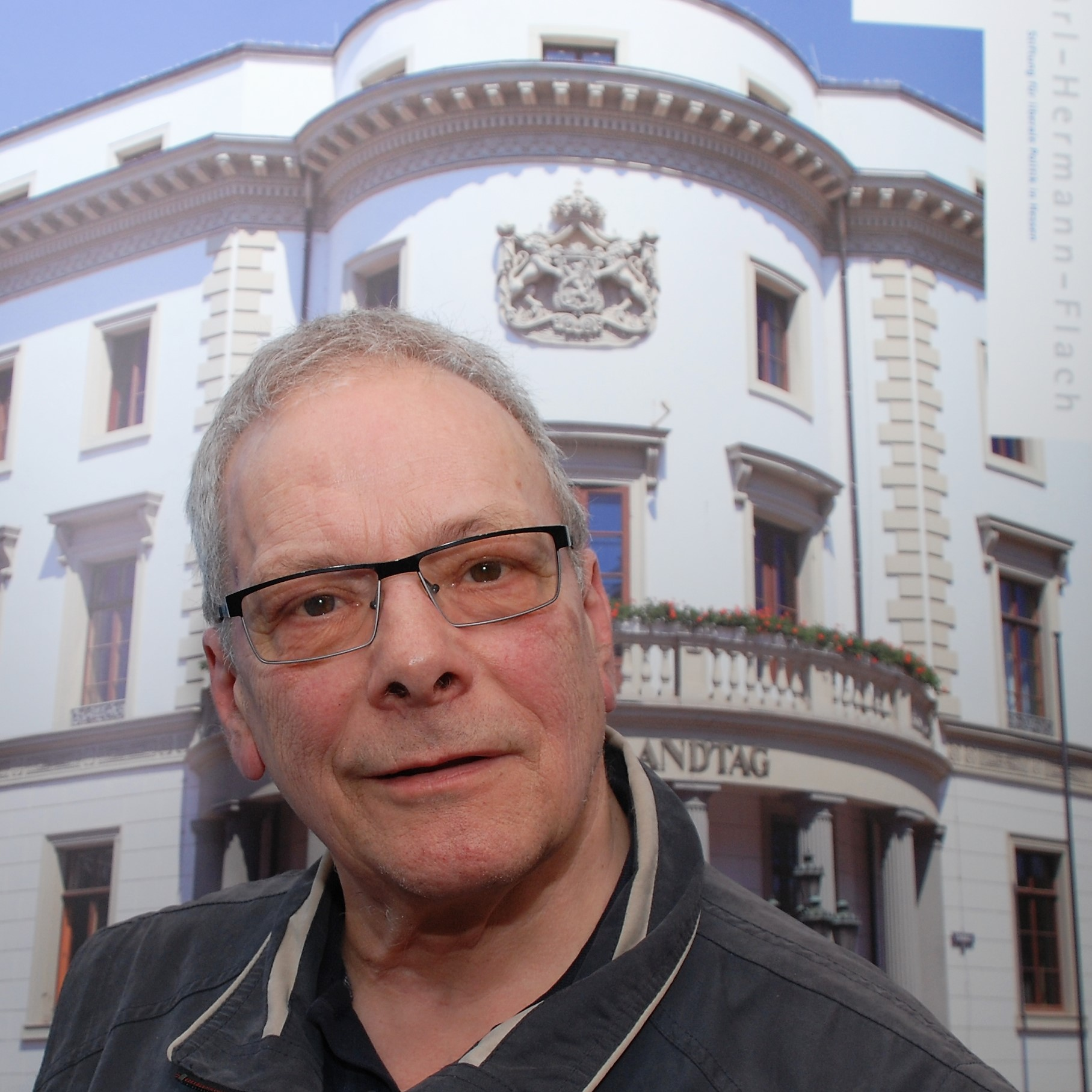
Michael Denzin (Mai 2017)

Michael Denzin (* 22. April 1944 in Ribnitz; † 11. Juni 2017) war ein deutscher Politiker (FDP) und ehemaliger Abgeordneter des hessischen Landtags.

## Ausbildung und Beruf
Nach seinem Abitur im Jahr 1964 folgte von 1964 bis 1970 ein Studium der Volkswirtschaft und Publizistik an der Johannes Gutenberg-Universität, Mainz.
Von 1971 bis 1974 war Denzin Mitglied der Geschäftsführung des Markenverbandes e. V., Wiesbaden, von 1974 bis 1985 war er in leitender Funktion im Hessischen Innenministerium tätig. 
Denzin war evangelisch, verheiratet und hatte drei Kinder.

## Politik
Seit 1971 war Denzin Mitglied der FDP, davon von 1975 bis 2004 mit Unterbrechung Kreisvorsitzender, von 1980 bis 1982 Bezirksvorsitzender, von 1975 bis 1995 Mitglied, seit 1995 kooptiertes Mitglied des Landesvorstandes, seit 1975 Delegierter zum Bundesparteitag.
Von 1977 bis 1985 und seit 1993 war er Mitglied des Kreistags Rheingau-Taunus und Vorsitzender der Kreistagsfraktion, In den Jahren 1977 bis 1997 und ab 2006 war er Mitglied der Regionalen Planungsgemeinschaft, später Planungsversammlung Südhessen.
Denzin war von 1985 bis 1991 Erster Kreisbeigeordneter im Rheingau-Taunus-Kreis.
Landtagsabgeordneter war er vom 5. April 1995 bis 2008. Dabei kandidierte er jeweils im Wahlkreis Rheingau-Taunus I, wurde aber stets über die Landesliste der FDP gewählt. Er war seit dem 1. Juli 1997 stellvertretender Fraktionsvorsitzender der FDP-Fraktion. Er war Mitglied im Ausschuss für Wirtschaft und Verkehr, Bäderbeirat, Verbraucherbeirat beim Hessischen Ministerium für Wirtschaft, Verkehr und Landesentwicklung.
Im November 2009 wurde er mit dem Bundesverdienstkreuz am Bande ausgezeichnet.